# Distrikt Castillo Grande
Der Distrikt Castillo Grande liegt in der Provinz Leoncio Prado in der Region Huánuco in Zentral-Peru. Der Distrikt wurde am 7. Dezember 2015 aus Teilen des Distrikts Rupa-Rupa gebildet. Er erstreckt sich über eine Fläche von 105 km². Beim Zensus 2017 wurden 13.594 Einwohner gezählt. Sitz der Distriktverwaltung ist die 654 m hoch gelegene Stadt Castillo Grande mit 12.420 Einwohnern (Stand 2017). Castillo Grande befindet sich knapp 2,5 km nordwestlich der Provinzhauptstadt Tingo María auf der gegenüber liegenden Uferseite des Río Huallaga. Der Flughafen Tingo María (IATA-Code TGI) befindet sich bei Castillo Grande.

## Geographische Lage
Der Distrikt Castillo Grande befindet sich im zentralen Westen der Provinz Leoncio Prado am Westufer des nach Norden strömenden Río Huallaga.
Der Distrikt Castillo Grande grenzt im Süden sowie im Westen an den Distrikt Rupa-Rupa, im Norden an den Distrikt Pueblo Nuevo sowie im Osten an den Distrikt Luyando.